# 標準模型 (密碼學)
在密碼學中，標準模型（英語：Standard model）是建立在對手使用有限的時間與運算力前提下的計算模型，也可稱作裸模型或普通模型。
密碼方案通常基於複雜度假設，其中提出了一些問題，如因式分解，無法在多項式時間內解決。僅僅在複雜度假設下可證明安全的方案，被稱作在標準模型下安全，眾所周知安全性證明在標準模型下非常困難，因此很多情況下，密碼算法會被理論化版本替代。這種技術，最常見的例子為隨機預言模型，其中採用一個真正的隨機函數替換原有的密碼散列函數。另一個例子為通用群模型，其中對手被給予一個隨機選擇的編碼組訪問權，在實踐中被有限域或橢圓曲線群代替。